# Le Temps qui reste (film)
Ne doit pas être confondu avec Le Temps qu'il reste.
Pour les articles homonymes, voir Le Temps qui reste.
Pour plus de détails, voir Fiche technique et Distribution.
Le Temps qui reste est un film français réalisé par François Ozon, sorti en 2005.

## Synopsis
Romain, photographe homosexuel de 31 ans, apprend après des examens médicaux qu'il est atteint d'un cancer généralisé et incurable. Le docteur qui lui en a fait l'annonce estime qu'il ne lui reste plus que trois mois à vivre.
Il décide de l'annoncer seulement à sa grand-mère et de le cacher à son petit ami Sacha, à ses parents et à sa sœur avec qui il s'entend peu. Sur l'autoroute le menant chez sa grand-mère, il discute avec la propriétaire d'un restaurant qui semble vivement intéressée par lui. Elle lui proposera ensuite de l'aider à concevoir un enfant, son mari étant stérile. Romain lèguera ensuite ses biens, ante-mortem, à cet enfant à naître.

## Fiche technique
- Titre : Le Temps qui reste
- Réalisation : François Ozon
- Scénario : François Ozon
- Production : Olivier Delbosc et Marc Missonnier pour Fidélité Productions et StudioCanal
- Budget : 5 millions d'euros
- Musique : Valentin Silvestrov, Marc-Antoine Charpentier et Arvo Pärt
- Photographie : Jeanne Lapoirie
- Montage : Monica Coleman
- Décors : Katia Wyszkop
- Pays d'origine :  France
- Format : couleur - 2,35:1 - DTS / Dolby Digital - 35 mm
- Genre : drame
- Durée : 77 minutes
- Dates de sortie : 
  - 16 mai 2005 (festival de Cannes)
  - 15 septembre 2005 (festival de Toronto)
  - 30 novembre 2005 (Belgique, France}

## Distribution
- Melvil Poupaud : Romain
- Jeanne Moreau : Laura, sa grand-mère
- Valeria Bruni Tedeschi : Jany
- Daniel Duval : le père de Romain
- Marie Rivière : la mère de Romain
- Christian Sengewald : Sacha
- Louise-Anne Hippeau : Sophie, la sœur de Romain
- Henri de Lorme : le médecin
- Walter Pagano : Bruno
- Violetta Sanchez : l'agent
- Ugo Soussan Trabelsi : Romain enfant
- Alba Gaïa Bellugi : Sophie enfant
- Victor Poulouin : Laurent
- Laurence Ragon : la notaire
- Thomas Gizolme : l'assistant photographe